# Helden der Nacht
Helden der Nacht (Originaltitel: Disco Godfather) ist ein US-amerikanischer Actionfilm aus dem Jahr 1979. Der mit Elementen des Horrorfilms versehene Film ist dem Genre des Blaxploitation zuzuordnen.

## Handlung
Der ehemalige Polizist Tucker Williams leitet einen Nachtclub und muss mit ansehen, wie sein Neffe, der Basketballspieler Bucky, wegen Halluzinationen durch die Droge Angel Dust in die Psychiatrie eingeliefert werden muss. Nach einem Besuch in einer Spezialklinik für Opfer unbekannter Drogen, wo eine Patientin ihr eigenes Neugeborenes ihrer Familie als Ostermahl zubereitet haben soll und eine andere süchtige Patientin von ihrer verzweifelten Familie mit Exorzismus behandelt wird, lässt sich Williams von seinem früheren Polizeiabschnitt die Erlaubnis für Ermittlungen geben. Außerdem sammelt er Unterstützung für verschiedene Bürgergruppen, die sich dem Kampf gegen Angel Dust verschrieben haben. Ein großer Teil des Films widmet sich dem Tanz und dem Lebensgefühl, den Licht- und Schattenseiten der Disco-Szene der 1970er Jahre, wobei Williams als DJ „Disco Godfather“ und Leiter seines Clubs sein Publikum mit dem Satz „Schmeißt euch voll hinein!“ (engl. „Put your weight in it!“) anfeuert.
Es stellt sich heraus, dass der Geschäftsmann Stinger Ray, dem das Basketball-Team von Bucky gehört, die Droge Angel Dust durch seine Dealer verbreiten lässt. Stinger hat im Polizeipräsidium einen Maulwurf, den er beauftragt, den lästigen „Disco Godfather“ auszuschalten. Ein Anschlag auf Tucker im vollen Nachtclub-Betrieb misslingt jedoch.
Tucker und seine Ex-Kollegen mischen die Drogenszene so lange auf, bis sie Stinger auf die Schliche kommen. Der Maulwurf – der Polizist Killroy – bringt sich nach seiner Enttarnung um. 
Als Tucker im Alleingang das Drogenlabor stürmt, wird er von den Gangstern überwältigt, gefesselt und über eine Atemmaske der Droge ausgesetzt. Sein Neffe Bucky, inzwischen genesen, und die Polizei sind auf dem Weg zum Labor. Tucker kann sich selbst befreien und versucht im Drogenwahn, Stinger zu erwürgen. Er wird von Bucky und den Polizisten davon abgehalten. Der Film endet mit dem schreienden Tucker, der offensichtlich nicht mehr aus der Psychose mit horrorartigen Halluzinationen findet und von seinem Neffen und der Polizei ins Krankenhaus gebracht wird.

## Kritik
„Formal und schauspielerisch völlig anspruchsloser Film, der sein ernstzunehmendes Thema zugunsten einer seichten Kriminalhandlung mit platten Horrorpassagen verschenkt.“

## Produktion und Veröffentlichung
Die Produktionskosten werden auf etwa 700.000 US-Dollar geschätzt, womit der Film als Low-Budget-Produktion angesehen werden kann. Für zahlreiche Schnittfehler in der Produktion ist das Filmgenre bekannt. Im Original wurde der Film trotz seines Musikthemas im Einkanalton produziert; der deutschen Synchronfassung blieben kaum andere Optionen.
Der Film wurde in den USA im September 1979 veröffentlicht – nur zwei Monate, nachdem die Popularität von Disco in der „Disco Demolition Night“ ihren ersten Tiefpunkt erreichte. Die Produktion erschien in Deutschland knapp acht Jahre später, im März 1987, auf VHS.

### TV-Ausstrahlung
Von Oliver Kalkofe und Peter Rütten wurde der Film unter seinem englischen Originaltitel am 27. August 2021 in der 125. Sendung von Die schlechtesten Filme aller Zeiten („SchleFaZ“) zum Jubiläum gezeigt.